# Mord in bester Gesellschaft
Mord in bester Gesellschaft ist eine deutsche Kriminalfilmreihe, die von Februar 2007 bis April 2017 in unregelmäßigen Abständen im Programm der ARD Das Erste ausgestrahlt wurde. In der Hauptrolle agierte Fritz Wepper als Psychiater Wendelin Winter, an seiner Seite spielte seine Tochter Sophie, die innerhalb der Filmreihe die Rolle von Wendelins Tochter Alexandra übernommen hatte.

## Inhalt

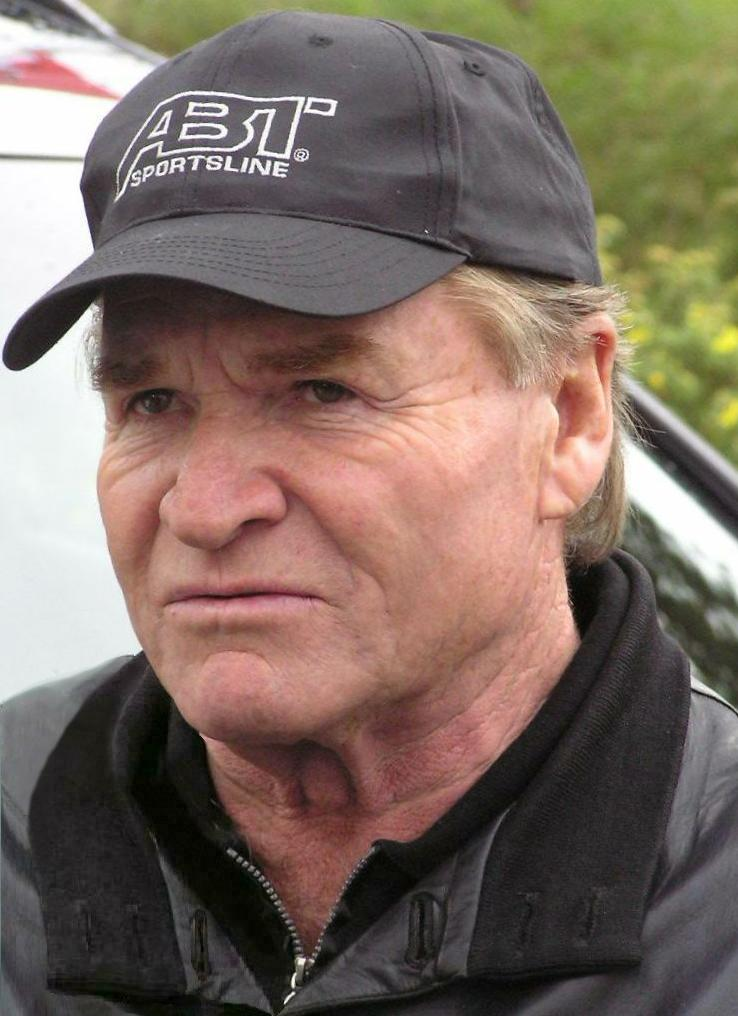
Fritz Wepper alias Dr. Wendelin Winter

Die Geschichten werden aus der Perspektive des Psychiaters Dr. Wendelin Winter (Fritz Wepper) und seiner Tochter Alexandra (Sophie Wepper) erzählt. Auf actionreiche Schießereien und Verfolgungsjagden wird verzichtet. Die Fälle werden in ruhigen, stimmungsvollen Bildern an atmosphärischen Schauplätzen abgehandelt. In der Art der Agatha-Christie-Verfilmungen und der amerikanischen Columbo-Serie liegt der Schwerpunkt auf der intellektuellen Aufklärung der Taten durch gezieltes Fragen und scharfes Kombinieren.

## Produktion
Die erste Folge wurde von der österreichischen Filmproduktionsgesellschaft Lisa Film, die zweite Folge von der Mona Film produziert. Seit der dritten Folge war die Tivoli Film, eine Schwestergesellschaft der Mona Film mit Sitz in Bad Homburg vor der Höhe, für die Produktion der Reihe verantwortlich. Die Drehbücher entwickelten Rolf-René Schneider (Folge 1–10), Stefan Cantz, Jan Hinter, Rainer Berg, Jens Jendrich, Dirk Kämper, Lars Montag, Maja Brandstetter und Wolfgang Brandstetter. Regie führten Peter Sämann, Hans Werner, Hajo Gies, Peter Stauch und Lars Montag.

## Besetzung
| Schauspieler           | Rollenname                                    | Folgen  |
| ---------------------- | --------------------------------------------- | ------- |
| Fritz Wepper           | Psychiater Dr. Wendelin Winter                | 1–15    |
| Sophie Wepper          | Alexandra Winter                              | 1–15    |
| Johann Schuler         | Kommissar Ackermann                           | 4, 6, 8 |
| Heinz Werner Kraehkamp | Kommissar Schlüter                            | 7       |
| Wayne Carpendale       | Oberkommissar (zuvor Kommissar) Donald Becker | 11–15   |

## Episodenliste
| Nr. | Originaltitel                | Erstausstrahlung | Regie        | Drehbuch                                 | Zuschauer |
| --- | ---------------------------- | ---------------- | ------------ | ---------------------------------------- | --------- |
| 1   | Mord in bester Gesellschaft  | 22. Feb. 2007    | Peter Sämann | Rolf-René Schneider                      | 6,54 Mio. |
| 2   | Der Tote im Elchwald         | 14. Feb. 2008    | Peter Sämann | Rolf-René Schneider                      | 5,23 Mio. |
| 3   | Die Nächte des Herrn Senator | 25. Okt. 2008    | Hans Werner  | Rolf-René Schneider                      | 4,90 Mio. |
| 4   | Der süße Duft des Bösen      | 15. Jan. 2009    | Peter Sämann | Rolf-René Schneider                      | 6,18 Mio. |
| 5   | Das eitle Gesicht des Todes  | 4. Jan. 2010     | Hans Werner  | Rolf-René Schneider                      | 4,72 Mio. |
| 6   | Alles Böse zum Hochzeitstag  | 14. Jan. 2010    | Hans Werner  | Rolf-René Schneider                      | 6,01 Mio. |
| 7   | Die Lüge hinter der Wahrheit | 6. Jan. 2011     | Peter Sämann | Rolf-René Schneider                      | 4,83 Mio. |
| 8   | Das Ende vom Lied            | 31. März 2011    | Hans Werner  | Rolf-René Schneider                      | 3,68 Mio. |
| 9   | Der Fluch der bösen Tat      | 24. Sep. 2011    | Peter Sämann | Rolf-René Schneider                      | 4,41 Mio. |
| 10  | Der Tod der Sünde            | 25. Feb. 2012    | Hajo Gies    | Rolf-René Schneider                      | 6,90 Mio. |
| 11  | In Teufels Küche             | 12. Dez. 2013    | Hajo Gies    | Stefan Cantz, Jan Hinter                 | 3,89 Mio. |
| 12  | Die Täuschung                | 15. Jan. 2015    | Peter Stauch | Rainer Berg, Jens Jendrich               | 3,44 Mio. |
| 13  | Das Scheusal                 | 11. Juni 2015    | Lars Montag  | Dirk Kämper, Lars Montag                 | 4,00 Mio. |
| 14  | Bitteres Erbe                | 10. Dez. 2015    | Peter Stauch | Rainer Berg, Jens Jendrich               | 3,83 Mio. |
| 15  | Winters letzter Fall         | 20. Apr. 2017    | Peter Stauch | Maja Brandstetter, Wolfgang Brandstetter | 5,14 Mio. |